# 休戈頓 (堪薩斯州)
休戈頓（英語：Hugoton）是一個位於美國堪薩斯州史蒂文斯縣的城市。同時該地也是史蒂文斯縣的縣治。

## 地方資料
休戈頓的座標為37°10′35″N 101°20′44″W / 37.17639°N 101.34556°W，而該地的海拔高度為949米（即3114英尺）。根據2010年美國人口普查，該地共人口3747人，而該地的面積約為5.39平方千米。